# Tannroda
Tannroda ist ein Ortsteil der Stadt Bad Berka im thüringischen Landkreis Weimarer Land. Bis zu seiner Eingemeindung war der Ort selbstständig – seit 1403 mit eigenem Stadtrecht.

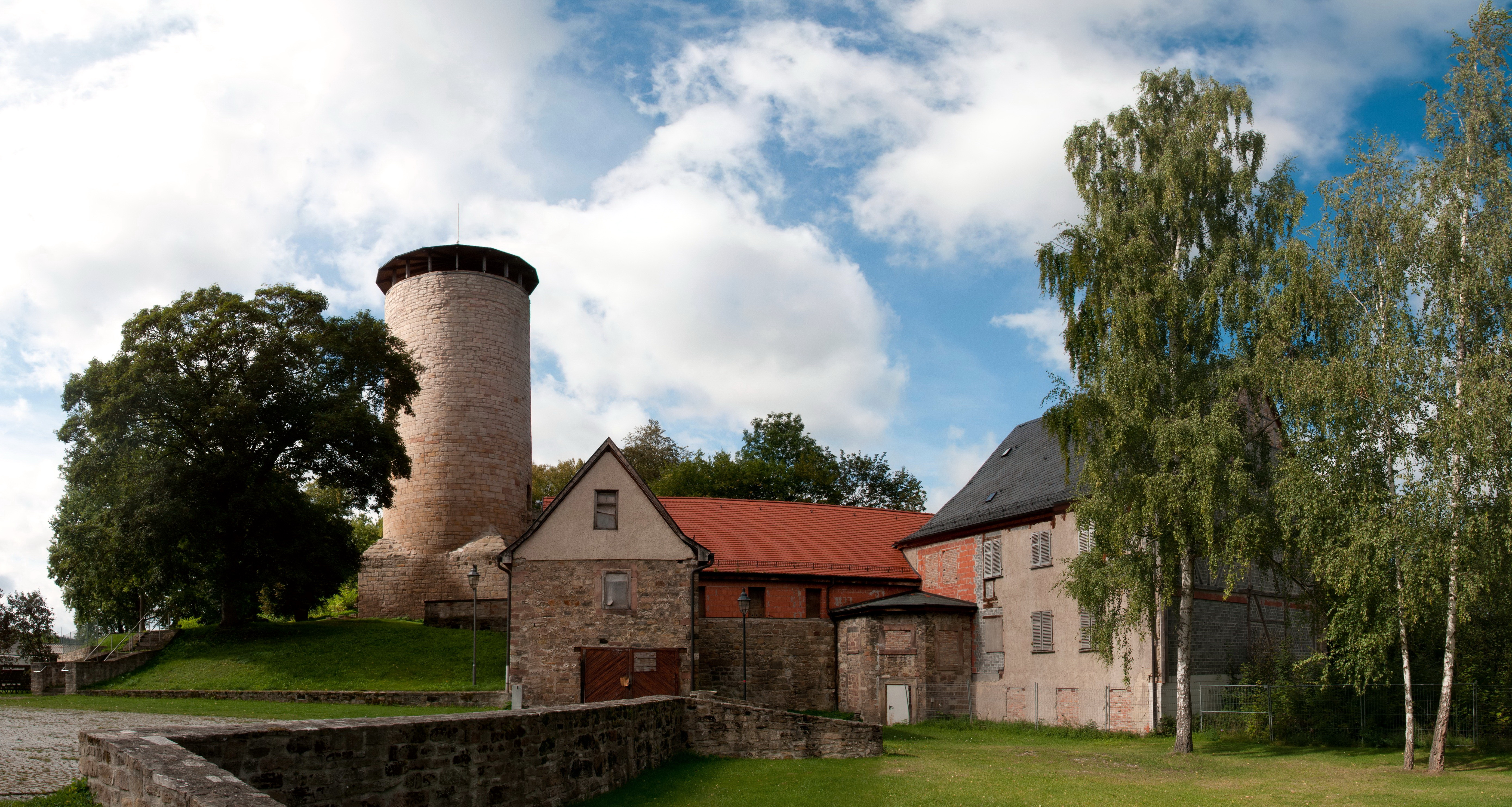
Burg Tannroda

## Geographie
Tannroda liegt im Mittleren Ilmtal, an der Mündung des Flüsschens Schwarza in die Ilm, am Rande des bewaldeten Teils des Tannrodaer Sattels (Teil der Ilm-Saale-Platte). Im Norden und Osten ist der Ort von ausgedehnten Wäldern umgeben. Südlich der Ortslage befinden sich die Kleinsiedlungen Kottendorf und Böttelborn. Die Klassikerstadt Weimar (17 km) und die thüringische Landeshauptstadt Erfurt (33 km) sind schnell zu erreichen.

## Geschichte

### Burg und Herrschaft Tannroda
Die hochmittelalterliche Burg Tannroda, über dem südlichen Hang der Ilm erbaut, war die Stammburg der erstmals 1174 genannten Herren von Tannrode. Die ausgedehnte Burganlage stammt wohl noch aus dem 12. Jahrhundert. Seit 1392 wurden die Herren von Querfurt mit der Burg belehnt, ihnen folgte der als „Brandmeister von Thüringen“ in die Geschichte eingegangene Raubritter Apel von Vitzthum. Die Burg wurde von einer Streitmacht Erfurter und dem Herzog von Weimar dienender Söldner zerstört. Im 16./17. Jahrhundert entstanden zwei bescheidene Schlösser. Das ziegelgedeckte „Rote Schloss“ brannte bald ab, das Baumaterial wurde 1824 zum Bau der neuen Michaeliskirche verwendet. Das schiefergedeckte „Blaue Schloss“ wurde Rittergutssitz, 1854 durch die Freiherren von Gleichen-Rußwurm erworben. Der letzte Besitzer, der konservative Publizist Heinrich von Gleichen-Rußwurm, wurde 1945 auf der Basis der Bodenreform in der SBZ entschädigungslos enteignet.
Nach jahrzehntelangem Verfall mit teilweisen Notsicherungen wurde seit den 1990er Jahren das Schlossgelände Stück um Stück saniert. Der Bergfried (22 m hoch) dient wieder als Aussichtsturm. Bereits wiederhergestellt ist das Laubengang-Gebäude, in dem durch den 1996 gegründeten, rührigen Heimatverein 1998 das Thüringer Korbmachermuseum eingerichtet wurde. Das „Blaue Schloss“ harrt mit teilweise zugemauerten Fenstern eines Investors.
Der Bergfried mit Burgruine, das Schloss und die Michaeliskirche bilden zusammen auf einer Erhebung das Wahrzeichen von Tannroda.
Seit Dezember 2017 werden die Geschicke der historischen Burganlage durch die gemeinnützige Familienstiftung Burg Tannroda geleitet. Familie Bähr hat sich vorgenommen, zu ihren Lebzeiten die initiale Grundlage für eine Wiederbelebung des Ortes zu legen. Ziel ist es, das Ensemble gebäudeweise zu sanieren und einer modularen Nutzung aus Beherbergung, gastronomischer Versorgung, Seminar- und Therapieangeboten, kulturellen Darbietungen und gemeinschaftlichem Wohnen zuzuführen. Das erste Gebäude, der sogenannte Ostflügel, wurde bereits 2019 saniert. Hier befinden sich vier Wohnungen, ein Verwaltungsbüro, zwei Seminarräume und eine Gaststätte.

### Stadtgeschichte
Zuerst erwähnt wurde der Ort als „Rode“ um das Datum 1103/16 in einer Urkunde des Erfurter Petersklosters. Die Siedlung Tannroda entwickelte sich im Schutz der Burg. 1403 wurde das Stadtrecht verliehen. Im Dreißigjährigen Krieg wurde der Ort stark geplündert und verwüstet. Unter Herzog Wilhelm Ernst kamen Stadt und Schloss 1680 zeitweilig unter direkte Landesverwaltung.
Tannroda galt als eine Ackerbürgerstadt, die Korbflechterei hatte eine gewisse Bedeutung. Die gewerblich-industrielle Entwicklung der Stadt erlebte viele Rückschläge, meist durch Stadtbrände verursacht. Die 1799 als Pulvermühle umgenutzte Mahlmühle wurde 1887 durch eine Explosion zerstört, nach 1802 entstanden eine Ziegelhütte, einige Holzverarbeitungsbetriebe, eine Metallfabrik, eine Kunstemaille-Fabrik und 1906 eine Papierfabrik. Um 1923 erheblich erweitert wurde die Papierfabrik größter Betrieb in Tannroda, sie wurde 1992 geschlossen und 2011 zurückgebaut. Das Korbmachergewerbe erlosch 1990. Arbeit vor Ort bieten die Edelstahlbau GmbH, ein Holzverarbeitungsbetrieb und ein Agrarunternehmen. Im Jahr 1994 wurde Tannroda nach Bad Berka eingemeindet, zuvor war der Ort selbstständig und hatte bereits seit 1403 das Stadtrecht inne.
Ortsteilbürgermeister war Günter Schmieder von 2014 bis 2024. Neuer Ortsteilbürgermeister seit 2024 ist Christoph Gehrhardt.

## Wappen
Auf ungegliedertem Schildhaupt in Weiß (heraldisch: in Silber) auf grünem Boden eine Tanne.
Tannrodaer Wappen und Siegel mit diesem Bild sind nachweislich seit dem 15. Jahrhundert in Gebrauch.

## Sehenswürdigkeiten
- Die Stadtkirche St. Michael stammt aus dem Jahr 1825, sie wurde nach Plänen des herzoglichen Baumeisters  Clemens Wenzeslaus Coudray auf dem Lindenberg errichtet.
- Die Burg Tannroda mit Bergfried, Ruinen der Wehranlagen und Korbmachermuseum.
- Der Bahnhof Tannroda ist ein Bauwerk im Historismus-Baustil.

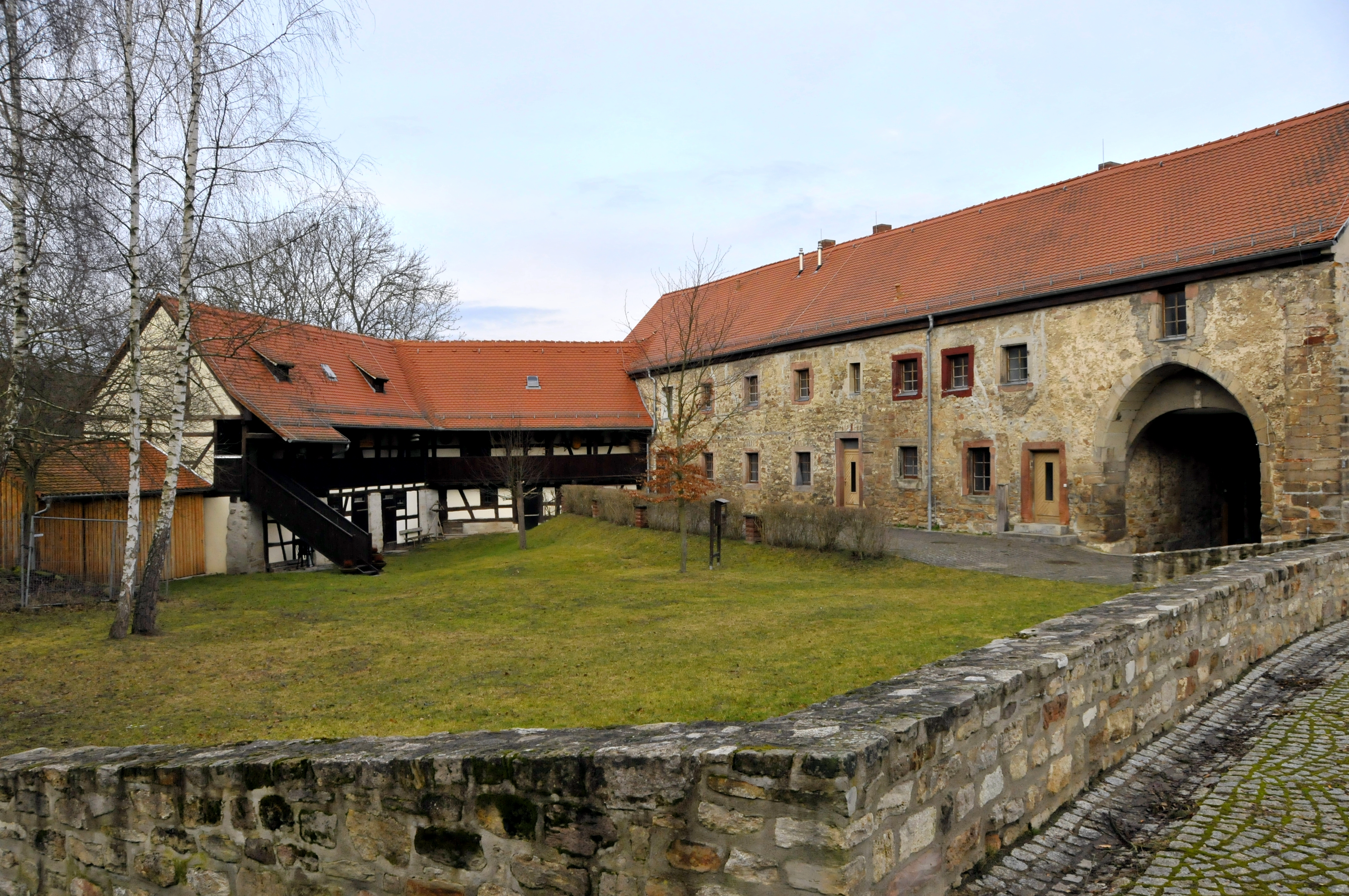
Ehemaliges Stallgebäude des Schlosses (heute Restaurant), links Korbmachermuseum im Laubenganggebäude
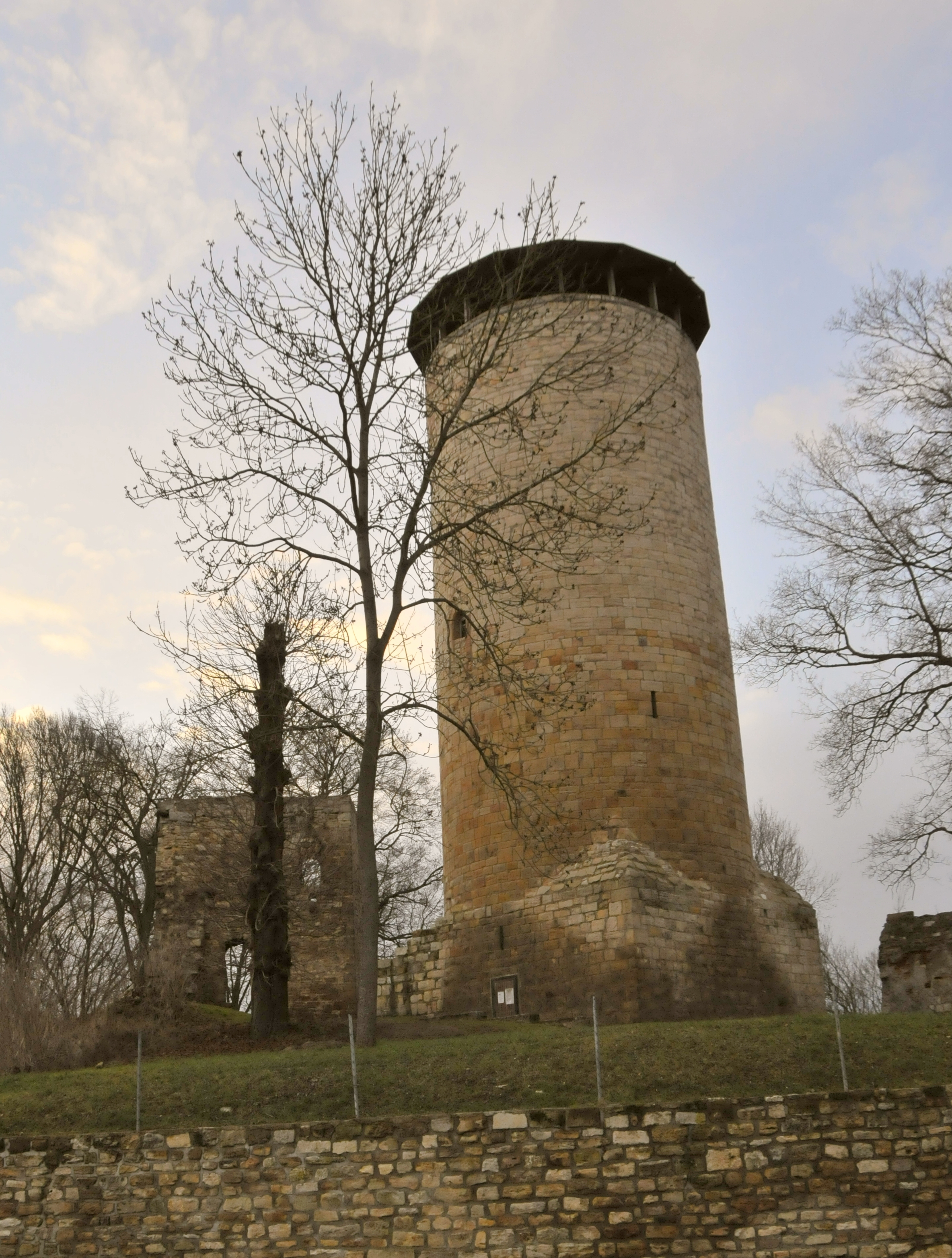
Bergfried (heute Aussichtsturm)
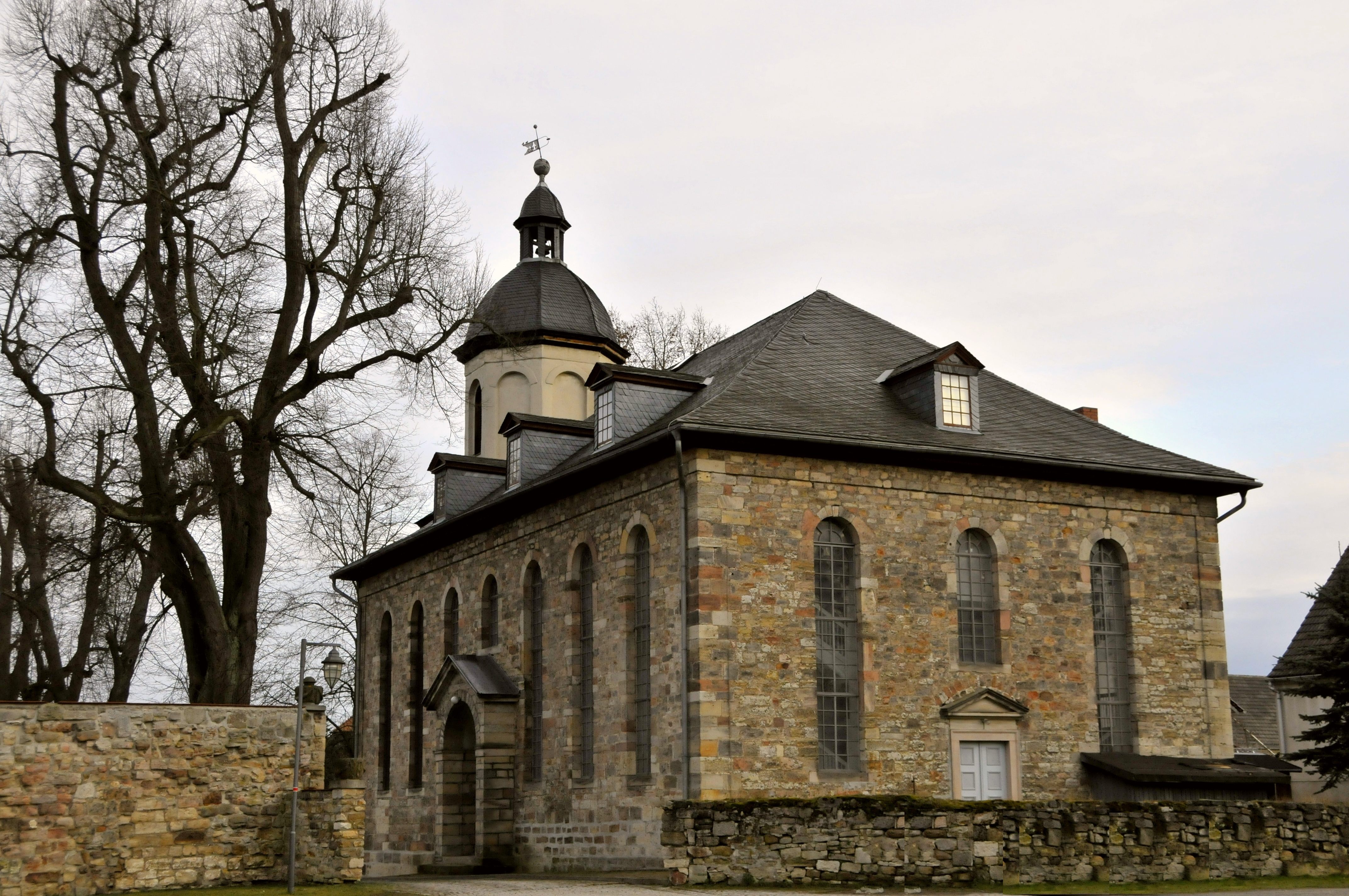
Kirche St. Michael

## Verkehr

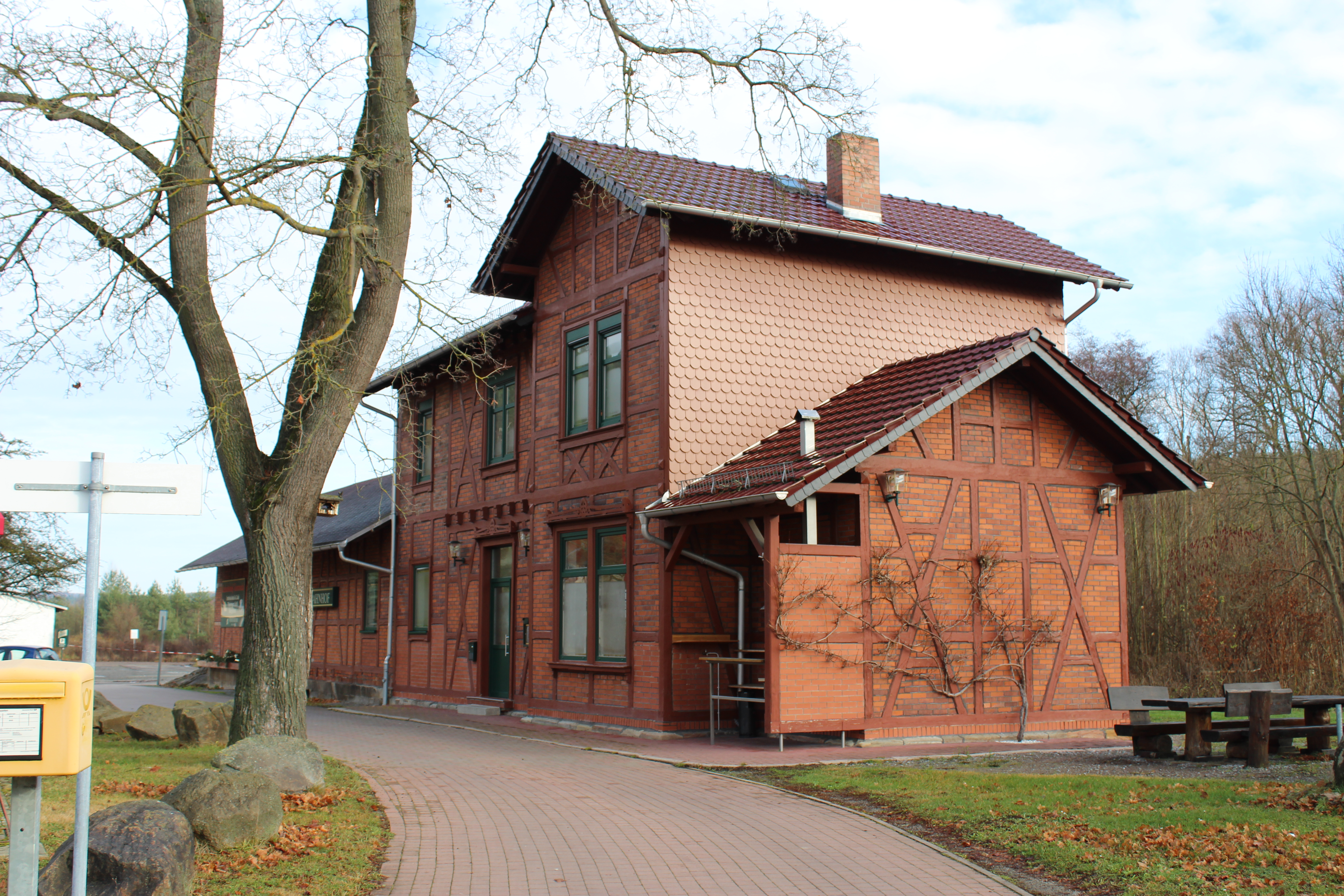
Haltepunkt Tannroda (2017)

Tannroda liegt an der Landesstraße 3087 Ilmenau–Bad Berka, einem früheren Teilstück der B 87. Seit 1887 hat Tannroda einen Bahnanschluss an der 25 Kilometer langen Ilmtalbahn (ursprünglich Weimar-Berka-Blankenhainer-Eisenbahn) nach Weimar und seit 1888 nach Kranichfeld. Tannroda wird im Stundentakt von der Linie RB 26 der Erfurter Bahn bedient
Tannroda liegt am Ilmtal-Radweg.

## Persönlichkeiten

### Söhne und Töchter der Stadt
- Georg Sibutus (* um 1480 in Tannroda; † nach 1528), Humanist und neulateinischer Dichter
- Karl Wintzer (* 1812 in Tannroda; † 1890 in Weimar), evangelischer Theologe[4]
- Walter Kießling (* 1892 in Tannroda; † 1966 in Göttingen), Jurist, Politiker und Oberbürgermeister von Gera 1933–1936 und von Erfurt 1936–1945
- Gerhard Wartenberg (* 1. Februar 1904 in Tannroda; † 22. Dezember 1942 im Konzentrationslager Sachsenhausen), Autor, Organisator in der Freien Arbeiter-Union Deutschlands (FAUD) und Anarchosyndikalist
- Ilse Propf (* 1912 in Tannroda; † 1988 in Köthen), Malerin und Grafikerin
- Gerhard Kaiser (* 1927 in Tannroda; † 2. August 2012), Germanist
- Kurt Weyh (* 1952 in Tannroda; † 21. Dezember 2014), Politiker (SPD) und thüringischer Landtagsabgeordneter

### Personen, die mit Tannroda in Verbindung stehen
- Apel III. Vitzthum (* 1425; † 1474), Territorialherr und Besitzer von Tannroda, ließ in Kämpfen gegen Kurfürst Friedrich das Städtchen abbrennen
- Erich Dieckmann (1896–1944), Bauhaus-Möbeldesigner, Tischler, Architekt und Hochschullehrer, arbeitete für den Korbmacher-Verein e.G.m.b.H.

## Sonstiges
- Bis 1823 befand sich auf dem Tannrodaer Kirchberg am Rande der Altstadt die Sankt-Anna-Kapelle. Die Sage berichtet von der unglücklichen Liebe einer Anna von Tannrode, die mit einem Knappen in die Fremde zog, weil die Eltern dem Paar ihren Segen verweigert hatten. In Reue und Verzweiflung gelobten die Eltern später den Bau der Kapelle, diese Anna war, so hatte man erfahren, unverheiratet in ein Kloster eingetreten.[5]